# Central Japan Railway Company

Logo de la compañía.

La Central Japan Railway Company (東海旅客鉄道株式会社 Tōkai Ryokaku Tetsudō Kabushiki-gaisha?) es la principal empresa de ferrocarril que funciona en la región Chūbu (Nagoya) de Japón Central. A menudo es más conocida JR Central y en japonés se la conoce como "JR Tōkai" (JR東海 JR Tōkai?).

## Historia
La compañía inició sus operaciones en 1987, cuando el gobierno japonés privatizó los Ferrocarriles Nacionales Japoneses (JNR) y estos fueron sustituidos por el grupo Japan Railways, que a su vez se dividió en varias empresas.
La base operativa de la empresa se encuentra en la estación de Nagoya. La principal línea de ferrocarril es la línea Tōkaidō entre la estación Atami y la estación Maibara. JR Central también opera el Tōkaidō Shinkansen entre la estación de Tokio y la estación de Shin-Ōsaka. Además es responsable del proyecto de Chūō Shinkansen—un servicio Maglev entre la estación de Shinagawa en Tokio y la estación de Shin-Ōsaka, del cual se ha construido una sección de demostración.

## Red ferroviaria

El área de operación de JR Central se muestra en color naranja.

### Shinkansen
- Tōkaidō Shinkansen: Estación de Tokio—Estación Shin-Osaka, 552.6 km

### Líneas convencionales
- Línea Tōkaidō: Atami Station—Maibara Station, 341.3 km
- Línea Gotemba: Kōzu Station—Numazu Station, 60.2 km
- Línea Minobu: Fuji Station—Kōfu Station, 88.4 km
- Línea Iida: Toyohashi Station—Tatsuno Station, 195.7 km
- Línea Taketoyo: Ōbu Station—Taketoyo Station, 19.3 km
- Línea Takayama: Gifu Station—Inotani Station, 189.2 km
- Línea Chūō: Shiojiri Station—Nagoya Station, 174.8 km
- Línea Taita: Tajimi Station—Mino-Ōta Station, 17.8 km
- Línea Jōhoku: Kachigawa Station—Biwajima Station, 11.2 km (los trenes son operados por el Tōkai Transport Service, no JR Central)
- Línea Kansai: Nagoya Station—Kameyama Station, 59.9 km
- Línea Kisei: Kameyama Station—Shingū Station, 180.2 km
- Línea Meishō: Matsusaka Station—Ise-Okitsu Station, 43.5 km
- Línea Sangū: Taki Station—Toba Station, 29.1 km